# Gabriele Ambrosio
Gabriele Ambrosio (Torino, 1844 – Torino, 19 luglio 1918) è stato uno scultore italiano.

## Biografia
Gabriele Ambrosio studiò all'Accademia Albertina di Torino con Vincenzo Vela. Dopo avere partecipato alla guerra di indipendenza nel 1866, intraprese la carriera artistica all'inizio degli anni 1870.

## Opere principali

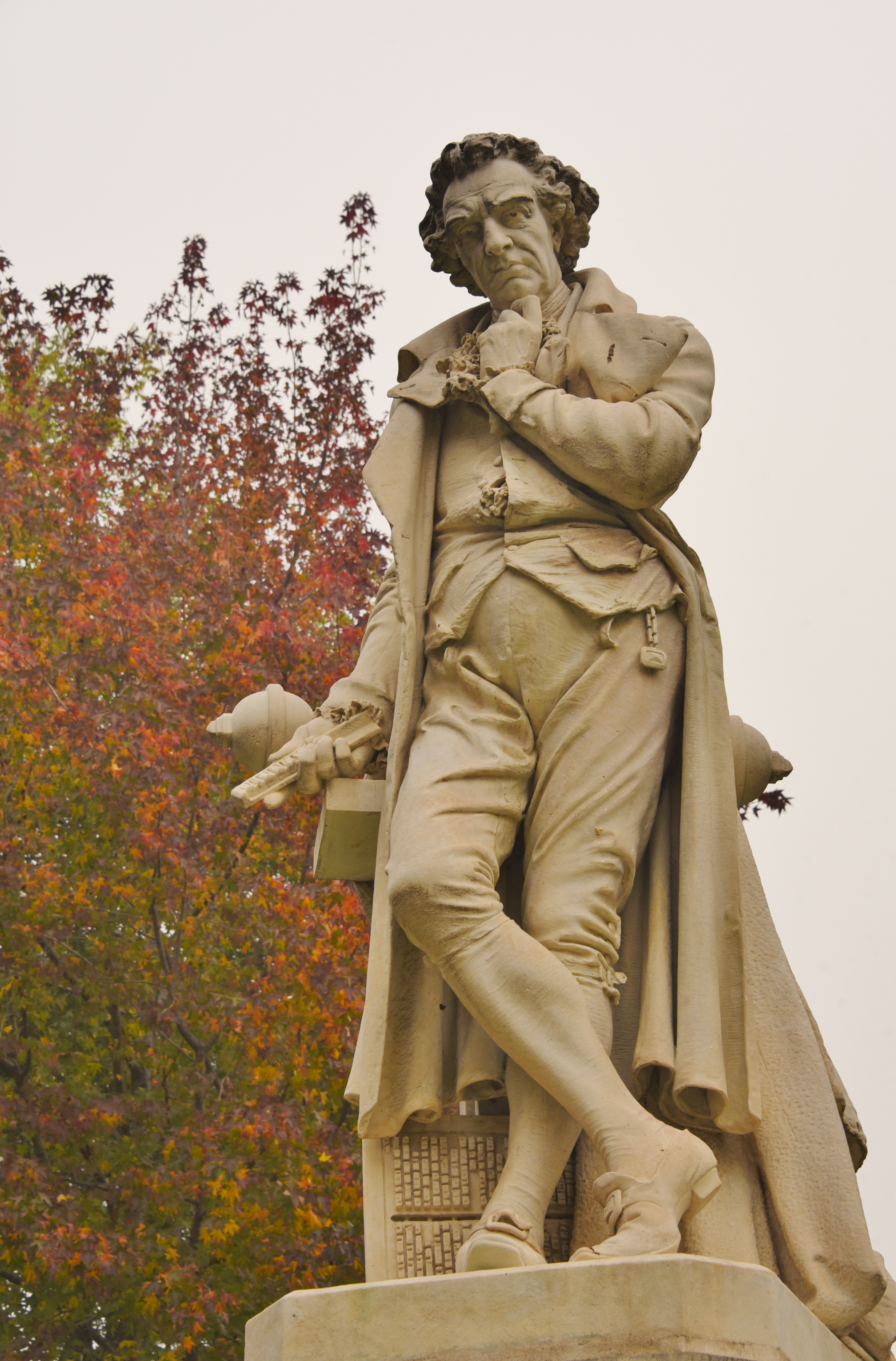
Giambatista Bodoni a Saluzzo

- Monumento ad Angelo Brofferio, Torino, 1871
- Monumento a Giovanni Battista Bodoni, Saluzzo, 1872
- Monumento a Diodata Saluzzo, Saluzzo, 1874
- Monumento a Giovanni Garelli, Mondovì, 1875
- Monumento a Paul Amilhau, Mondovì, 1875
- Monumento al generale Ettore Perrone di San Martino, Ivrea
- Monumento a Vincenzo Troya, Magliano d'Alba
- Monumento a Dott. Alessandro Sella (1810-1872) V.P. Reale Accademia di Medicina di Torino [1], Torino, 1876.Questo monumento venne allogato mediante Concorso di Lire 200 Comitato Giunta Municipale di Torino seduta 30 agosto 1872 a Gabriele Ambrosio [2]. Esposta in giardino Accademia Albertina

Fu autore inoltre di numerosi busti e opere per cimiteri ed edifici pubblici.